# Smithland (Kentucky)
Smithland é uma cidade localizada no estado americano de Kentucky, no Condado de Livingston.

## Demografia
Segundo o censo americano de 2000, a sua população era de 401 habitantes.
Em 2006, foi estimada uma população de 396, um decréscimo de 5 (-1.2%).

## Geografia
De acordo com o United States Census Bureau tem uma área de
1,6 km², dos quais 1,6 km² cobertos por terra e 0,0 km² cobertos por água. Smithland localiza-se a aproximadamente 100 m acima do nível do mar.

## Localidades na vizinhança
O diagrama seguinte representa as localidades num raio de 20 km ao redor de Smithland.